# پیت باومان
پیت باومان (هلندی: Piet Bouman; ۱۴ اکتبر ۱۸۹۲ – ۲۰ ژوئیهٔ ۱۹۸۰) بازیکن فوتبال اهل هلند بود.
وی همچنین در تیم ملی فوتبال هلند بازی کرده‌است.